# Збиральництво
Збира́льництво — одна з найстаріших форм господарської діяльності людини, що полягає у збиранні для поживи та інших потреб дикорослих коренів, плодів, ягід, меду, молюсків, комах та інших продуктів.

## Короткі відомості
При первісно-общинному ладі збиральництво, разом з полюванням і рибальством, становило комплекс привласнюючого господарства. Через природний розподіл праці між статями збиральництво було, як правило, жіночим заняттям. Вже при найпримітивнішому збиральству застосовувалися спеціальні знаряддя, такі як палиця-копалка або спеціальна дерев'яна лопатка для зіскрібання зі скель молюсків.
Іноді збиральництво рослинної їжі приймало складніші форми: наприклад, деякі племена підпалювали траву перед початком сезону дощів, щоб викликати потім її рясніший ріст, проводили штучне зрошування дикорослих рослин тощо. Подальший розвиток збиральництва диких рослин привів до виникнення ручного землеробства, але у багатьох народів воно зберігало значення і за наявності розвиненого землеробства або скотарства. Ще пізніше збиральництво стало одним з другорядних промислів, залишаючись важливим способом здобування харчів.
Збиральництво збереглося як основа господарства деяких індіанських племен віддалених районів Південної Америки та аборигенів Австралії.